# 현금작물
현금작물(Cash Crop)은 이익작물(Profit Crop)이라고도 하며 이익을 얻기 위해 재배되는 농작물이다. 일반적으로 농장과 별도의 당사자가 구매한다. 이 용어는 생산자의 가축에게 먹이거나 생산자의 가족을 위한 식량으로 재배되는 자급 농업의 주요 작물("자존 작물")과 판매용 작물을 구별하는 데 사용된다.
초기에는 현금작물이 일반적으로 농장의 총 수확량에서 작은(그러나 중요한) 부분에 불과했지만, 오늘날, 특히 선진국과 소규모 자작농에서는 거의 모든 작물이 주로 수익을 위해 재배된다. 최빈개도국에서 환금작물은 일반적으로 선진국의 수요를 끌어당겨 수출 가치가 있는 작물이다.
주요 현금 작물의 가격은 화물 비용과 현지 공급 및 수요 균형에 따라 일부 지역적 차이가 있는 전 세계 범위의 국제 무역 시장에서 결정된다. 그 결과, 그러한 작물에 의존하는 국가, 지역 또는 개인 생산자는 다른 곳에서 풍성한 작물이 세계 시장에서 과잉 공급으로 이어질 경우 낮은 가격을 겪을 수 있다. 이 시스템은 전통적인 농민들로부터 비판을 받았다. 커피는 상당한 상품 선물 가격 변동에 민감한 상품의 예이다.

## 같이 보기
- 먹이
- 약용식물
- 단작
- 주식 (음식)